# 政府物流服務署
政府物流服務署（簡稱物流服務署、物流署，GLD）是香港特別行政區政府財經事務及庫務局轄下的部門。政府物流服務署負責為香港特區政府各決策局和部門提供物流支援服務，包括採購和物料供應、運輸和車輛管理以及印刷服務。
政府物流服務署由政府印務局、政府車輛管理處及政府物料供應處於2003年7月1日合併而成。部門亦負責更新《香港政府憲報》內容，以及在疫症爆發時協助衛生署維持隔離檢疫設施運作。

## 歷史
政府物流管理處於1938年成立。1969年，該部門改名為政府物料供應處（英語：Government Supplies Department）。
政府印務局（英語：Printing Department）於1952年成立。
政府車輛管理處（英語：Government Land Transport Agency）於1978年在財政科轄下成立，1979年分拆為獨立部門。
為了節省成本、縮減開支，上述三個政府部門於2003年7月1日合併，並成立政府物流服務署。

## 歷任首長
- 部門首長的標準薪級為首長級薪級第5點

1. 孔郭惠清（2003年7月—2006年1月）
2. 關錫寧（2006年6月—2009年8月）
3. 張少卿（2009年8月—2013年1月）
4. 鄭美施（2013年1月—2015年9月15日）
5. 周淑貞（2015年10月15日—2022年7月25日）
6. 陳嘉信（2022年7月26日至今）

## 延伸閱讀
- 公務員飲內地水利益鏈 背後是「風光不再」的老國貨
- 政府停用內地公司鑫鼎鑫蒸餾水合約　據悉製造商指蒸餾水是假冒(更新)

## 外部連結
- 香港特別行政區政府 政府物流服務署 （页面存档备份，存于）

| 前任： · 香港政府印務局     | 香港政府物流服務署 |  |
| 前任： · 香港政府車輛管理處 | 香港政府物流服務署 |  |
| 前任： · 香港政府物料供應處 | 香港政府物流服務署 |  |